# حنوخ بن موسى
حنوخ بن موسى (توفي 405هـ / 1014م) حاخام يهودي أندلسي، حمل لقب الحاخام الأكبر في قرطبة الأموية بين 970 - 1014م.
تقريبا كل المعلومات التي نعرفها عن حنوخ بن موسى مصدرها من كتب الفلكي والمؤرخ اليهودي إبراهيم بن داود.
عند وفاة والده الحبر موسى بن حنوخ حوالي سنة 360هـ /970م، انقسم يهود قرطبة إلى جماعتين، الأولى تريدُ أنْ يرث ابنه حنوخ بن موسى منصب أبيه والأخرى تُفضل أن يتولّى هذا المنصب حبر آخر وهو يوسف بن أبي ثور. فاجتمع الطرفان عند الخليفة الحكم المستنصر بالله فحكم بين الطرفين ورشح حنوخ لخلافة أبيه بعد أن رأى أن الغالبية تؤيده، ولأن القول الفصل في هذه الأمور يعود لحسداي بن شبروط، الذي كان يفضل حنوخ، القادم من مدرسة تقليدية، بينما ابن أبي ثور فكان يجمع بين العلوم الدينية والدنيوية مشكلا نمطا جديدا من الحاخامات لا يرغبه التقليدانيون.
كان يُدرس الشريعة اليهودية ومن أبرز تلامذته ابن نغريلة. وظلَّ حنوخ بن موسى في منصبه إلى أن توفي عندمانهارت به منصة المعبد التي صعد عليها، ليشارك في أحد الاحتفالات الدينية.